# 391-ша дивізія охорони (Третій Рейх)
391-ша дивізія охорони (Третій Рейх) (нім. 391. Sicherungs-Division) — піхотна дивізія німецьких сухопутних військ, що виконувала завдання з охорони тилу військ вермахту за часів Другої світової війни.

## Історія з'єднання
391-ша дивізія охорони була сформована 23 березня 1944 року шляхом перейменування 391-ї навчально-польової дивізії, яка перебувала в зоні відповідальності групи армій «Центр». Дивізія була розгорнута для забезпечення безпеки тилової зони в районі Вітебська (залізничні лінії Вітебськ — Полоцьк — Боровуха — Дунабург, Вітебськ — Невель і Полоцьк — Невель). Після початку радянського літнього наступу проти групи армій «Центр» 22 червня 1944 року, відбулися важкі бої з великими втратами під Вітебськом і подальші бої за відступ через Молодечно до Східної Пруссії. У серпні та вересні дивізія зосередилася в районі Шлосберга, а потім її перекинули в район на південь від Варшави. Вона була розгорнута на Віслі на схід від Груєца. З грудня 1944 року по січень 1945 року дивізія діяла в районі Лович і утримувала визначену позицію Бзура-Равка. Потім вела оборонні бої, відбиваючи наступ Червоної армії з Баранівського плацдарму і відступала через Коло, Врешен і Познань до Лісси, а звідти до Фрауенштадт-Глогау. З лютого 1945 року штаб отримав назву 391-ша дивізія особливого призначення і зайняла оборону на річці Одер з підлеглими йому частинами. 11 квітня 1945 року штаб дивізії перейменований на штаб 337-ї фольксгренадерської дивізії. Рештки дивізії потрапили в радянський полон у Гальбському мішку.

## Райони бойових дій
- СРСР (північний напрямок) (березень — вересень 1944)
- Польща, Німеччина (вересень 1944 — березень 1945)

## Командування

### Командири
- генерал-лейтенант барон Альбрехт Діжон фон Монтетон (23 березня — 1 жовтня 1944)
- генерал-майор Рудольф Зікеніус (1 жовтня 1944 — лютий 1945)
- генерал-лейтенант Алекс Гешен (лютий  — 11 квітня 1945)

### Підпорядкованість
| Час      | Корпус                                                        | Армія                                                         | Група армій (округ)                                           | Штаб             |
| -------- | ------------------------------------------------------------- | ------------------------------------------------------------- | ------------------------------------------------------------- | ---------------- |
| 1944     |                                                               |                                                               |                                                               |                  |
| травень  | Командування військ вермахту в генеральному окрузі «Білорусь» | Командування військ вермахту в генеральному окрузі «Білорусь» | Командування військ вермахту в генеральному окрузі «Білорусь» | Вітебськ         |
| серпень  | —                                                             | 3 ТА                                                          | Група армій «Центр»                                           | Східна Пруссія   |
| жовтень  | —                                                             | —                                                             | Група армій «A»                                               | Варшава          |
| листопад | —                                                             | 9 А                                                           | Група армій «A»                                               | Варшава          |
| 1945     |                                                               |                                                               |                                                               |                  |
| січень   |                                                               |                                                               | Група армій «A»                                               | Айзенгюттенштадт |
| лютий    |                                                               |                                                               | Група армій «Вісла»                                           | Айзенгюттенштадт |

### Склад
| 28 листопада 1944                   | 5 лютого 1945                                              |
| ----------------------------------- | ---------------------------------------------------------- |
| 23-й фортечний кулеметний батальйон | запасна рота резервного панцергренадерського батальйону СС |
| 1435-й фортечний піхотний батальйон | запасна рота резервного панцергренадерського батальйону СС |
| 1/II фортечна протитанкова рота     | інженерно-мостова рота                                     |
| 4/II фортечна протитанкова рота     | 1-шта та 3-тя батареї 656-го важкого зенітного дивізіону   |
| 5/II фортечна протитанкова рота     | 953-й спеціальний інженерно-підривний батальйон            |
| 3/V фортечна протитанкова рота      | протитанковий взвод поліцейського полку Гартманна          |
| 4/V фортечна протитанкова рота      | група Арко                                                 |
| 5/V фортечна протитанкова рота      | Комендатура міста Фюрстенберг                              |
| 6/V фортечна протитанкова рота      | 5-й сигнальний батальйон                                   |
| 1/VI фортечна протитанкова рота     | 1-й батальйон фольксштурму                                 |
| 1541-й батальйон зв'язку            | —                                                          |